# Імені Турара Рискулова
імені Тура́ра Риску́лова (каз. Тұрар Рысқұлов ат.а.) — село, центр Тюлькубаського району Туркестанської області Казахстану. Адміністративний центр Майликентського сільського округу.
Населення — 24748 осіб (2021; 17311 у 2009, 15182 у 1999, 14242 у 1989).

## Історія
Село Ванновка було засноване 1891 року переселенцями із центральних губернії Російської імперії. 1928 року село стало центром Жуалинського району, а з 1935 року — Тюлькубаського. На той час у селі проживало 3205 осіб. 1963 року у зв'язку з ліквідацією Тюлькубаського району село увійшло до складу Сайрамського. У січні 1966 року Тюлькубаський район був відновлений, центром знову стало село Ванновка. 1993 року село отримало сучасну назву.